# 24028 Veronicaduys
24028 Veronicaduys è un asteroide della fascia principale. Scoperto nel 1999, presenta un'orbita caratterizzata da un semiasse maggiore pari a 2,6879831 UA e da un'eccentricità di 0,1986914, inclinata di 4,26848° rispetto all'eclittica.